# Thryallis undatus
Thryallis undatus là một loài bọ cánh cứng trong họ Cerambycidae.